# Liste des évêques de Kansas City-Saint Joseph
Cette page présente la liste des évêques de Kansas City-Saint Joseph

Le diocèse de Kansas City, dont le siège est à Kansas City, dans le Missouri (à ne pas confondre avec Kansas City, dans le Kansas, également siège d'un diocèse catholique), est créé le 10 septembre 1880, par détachement de l'archidiocèse de Saint-Louis.
Il fusionne avec le diocèse de Saint Joseph le 2 juillet 1956 pour former diocèse de Kansas City-Saint Joseph (Dioecesis Kansanopolitanae-Sancti Josephi).

## Sont évêques
- 10 septembre 1880-† 21 février 1913 : John Hogan (John Joseph Hogan), évêque de Kansas City.
- 21 février 1913-† 29 décembre 1938 : Thomas Lillis (Thomas Francis Lillis), évêque de Kansas City.
- 15 avril 1939-† 11 septembre 1956 : Edwin O'Hara (Edwin Vincent O'Hara), évêque de Kansas City, puis de Kansas City-Saint Joseph (2 juillet 1956).
- 11 septembre 1956-10 août 1961 : John Cody (John Patrick Cody)
- 27 janvier 1962-27 juin 1977 : Charles Helmsing (Charles Herman Helmsing)
- 27 juin 1977-22 juin 1993 : John Sullivan (John Joseph Sullivan)
- 22 juin 1993-24 mai 2005 : Raymond Boland (Raymond James Boland)
- 24 mai 2005-21 avril 2015[1] : Robert Finn (Robert William Finn)
  - 22 avril - 15 septembre 2015[2] : administrateur apostolique Joseph Naumann (archevêque de Kansas City au Kansas)
- depuis le 15 septembre 2015[3] : James Vann Johnston Jr. (en)

## Source
- La fiche du diocèse sur le site catholic-hierarchy.org